# All or Nothing (Small Faces)
"All or Nothing" is de vijfde single van de Britse rockgroep The Small Faces. Dit door Steve Marriott en Ronnie Lane geschreven liedje werd op 5 augustus 1966 door Decca Records uitgegeven. Ook de B-kant, "Understanding", werd door Marriott en Lane geschreven. Don Arden verzorgde de muzikale productie. De single werd een nummer één-hit in het Verenigd Koninkrijk; de eerste plaats in de Britse hitlijst werd gedeeld met het Beatles-liedje "Yellow Submarine". In Nederland bereikten de Small Faces met "All or Nothing" de tweede plaats in zowel de Top 40 als de Parool Top 20.

## Musici
- Ronnie Lane - basgitaar, zang
- Kenney Jones - drums
- Ian McLagan - toetsen
- Steve Marriott - zang, gitaar

## Hitnoteringen

### Nederlandse Top 40
| Hitnotering in de Nederlandse Top 40 | Hitnotering in de Nederlandse Top 40 | Hitnotering in de Nederlandse Top 40 | Hitnotering in de Nederlandse Top 40 | Hitnotering in de Nederlandse Top 40 | Hitnotering in de Nederlandse Top 40 | Hitnotering in de Nederlandse Top 40 | Hitnotering in de Nederlandse Top 40 | Hitnotering in de Nederlandse Top 40 | Hitnotering in de Nederlandse Top 40 | Hitnotering in de Nederlandse Top 40 | Hitnotering in de Nederlandse Top 40 | Hitnotering in de Nederlandse Top 40 | Hitnotering in de Nederlandse Top 40 | Hitnotering in de Nederlandse Top 40 |
| Week:                                | 1                                    | 2                                    | 3                                    | 4                                    | 5                                    | 6                                    | 7                                    | 8                                    | 9                                    | 10                                   | 11                                   | 12                                   | 13                                   |                                      |
| ------------------------------------ | ------------------------------------ | ------------------------------------ | ------------------------------------ | ------------------------------------ | ------------------------------------ | ------------------------------------ | ------------------------------------ | ------------------------------------ | ------------------------------------ | ------------------------------------ | ------------------------------------ | ------------------------------------ | ------------------------------------ | ------------------------------------ |
| Positie:                             | 40                                   | 25                                   | 15                                   | 7                                    | 2                                    | 2                                    | 3                                    | 6                                    | 8                                    | 12                                   | 17                                   | 26                                   | 31                                   | uit                                  |

### Parool Top 20
| Hitnotering in de Parool Top 20: 17-09-1966 - 12-11-1966 | Hitnotering in de Parool Top 20: 17-09-1966 - 12-11-1966 | Hitnotering in de Parool Top 20: 17-09-1966 - 12-11-1966 | Hitnotering in de Parool Top 20: 17-09-1966 - 12-11-1966 | Hitnotering in de Parool Top 20: 17-09-1966 - 12-11-1966 | Hitnotering in de Parool Top 20: 17-09-1966 - 12-11-1966 | Hitnotering in de Parool Top 20: 17-09-1966 - 12-11-1966 | Hitnotering in de Parool Top 20: 17-09-1966 - 12-11-1966 | Hitnotering in de Parool Top 20: 17-09-1966 - 12-11-1966 | Hitnotering in de Parool Top 20: 17-09-1966 - 12-11-1966 | Hitnotering in de Parool Top 20: 17-09-1966 - 12-11-1966 |
| Week:                                                    | 1                                                        | 2                                                        | 3                                                        | 4                                                        | 5                                                        | 6                                                        | 7                                                        | 8                                                        | 9                                                        |                                                          |
| -------------------------------------------------------- | -------------------------------------------------------- | -------------------------------------------------------- | -------------------------------------------------------- | -------------------------------------------------------- | -------------------------------------------------------- | -------------------------------------------------------- | -------------------------------------------------------- | -------------------------------------------------------- | -------------------------------------------------------- | -------------------------------------------------------- |
| Positie:                                                 | 9                                                        | 7                                                        | 7                                                        | 2                                                        | 2                                                        | 3                                                        | 4                                                        | 11                                                       | 12                                                       | uit                                                      |

### UK Singles Chart
| Hitnotering in de UK Singles Chart: 13-08-1966 t/m 29-10-1966 | Hitnotering in de UK Singles Chart: 13-08-1966 t/m 29-10-1966 | Hitnotering in de UK Singles Chart: 13-08-1966 t/m 29-10-1966 | Hitnotering in de UK Singles Chart: 13-08-1966 t/m 29-10-1966 | Hitnotering in de UK Singles Chart: 13-08-1966 t/m 29-10-1966 | Hitnotering in de UK Singles Chart: 13-08-1966 t/m 29-10-1966 | Hitnotering in de UK Singles Chart: 13-08-1966 t/m 29-10-1966 | Hitnotering in de UK Singles Chart: 13-08-1966 t/m 29-10-1966 | Hitnotering in de UK Singles Chart: 13-08-1966 t/m 29-10-1966 | Hitnotering in de UK Singles Chart: 13-08-1966 t/m 29-10-1966 | Hitnotering in de UK Singles Chart: 13-08-1966 t/m 29-10-1966 | Hitnotering in de UK Singles Chart: 13-08-1966 t/m 29-10-1966 | Hitnotering in de UK Singles Chart: 13-08-1966 t/m 29-10-1966 | Hitnotering in de UK Singles Chart: 13-08-1966 t/m 29-10-1966 |
| Week:                                                         | 1                                                             | 2                                                             | 3                                                             | 4                                                             | 5                                                             | 6                                                             | 7                                                             | 8                                                             | 9                                                             | 10                                                            | 11                                                            | 12                                                            |                                                               |
| ------------------------------------------------------------- | ------------------------------------------------------------- | ------------------------------------------------------------- | ------------------------------------------------------------- | ------------------------------------------------------------- | ------------------------------------------------------------- | ------------------------------------------------------------- | ------------------------------------------------------------- | ------------------------------------------------------------- | ------------------------------------------------------------- | ------------------------------------------------------------- | ------------------------------------------------------------- | ------------------------------------------------------------- | ------------------------------------------------------------- |
| Positie:                                                      | 39                                                            | 20                                                            | 9                                                             | 3                                                             | 2                                                             | 1                                                             | 2                                                             | 8                                                             | 13                                                            | 21                                                            | 33                                                            | 49                                                            | uit                                                           |

### NPO Radio 2 Top 2000
| Nummer met noteringen in de NPO Radio 2 Top 2000 | '99  | '00  | '01  | '02  | '03  | '04  | '05  | '06  | '07  | '08  | '09  | '10  | '11  | '12  | '13  |
| ------------------------------------------------ | ---- | ---- | ---- | ---- | ---- | ---- | ---- | ---- | ---- | ---- | ---- | ---- | ---- | ---- | ---- |
| All or Nothing                                   | 1009 | 1243 | 1031 | 1212 | 1412 | 1177 | 1162 | 1157 | 1564 | 1266 | 1283 | 1526 | 1621 | 1756 | 1651 |

1. ↑  Een vetgedrukt getal geeft de hoogste notering aan.
2. ↑  Deze tabel is bijgewerkt tot en met de laatste editie (2024).